# 明子村
明子村（めいじむら）は、愛知県宝飯郡にかつてあった村。
現在の豊川市の一部（行明町・柑子町など）に該当する。
村名は、前身となった村の名から一文字ずつとった、合成地名である。

## 歴史
- 1889年（明治22年）10月1日 - 行明村、柑子村が合併し、明子村が発足。
- 1906年（明治39年）7月1日 - 牛久保町、睦美村の一部（瀬木）と合併し、牛久保町が発足。同日明子村は廃止。